# アーマ・フランクリン
アーマ・フランクリン（Erma Franklin、1938年3月13日 – 2002年9月7日）は、アメリカ合衆国のゴスペル歌手。フランクリンは、母バーバラ（旧姓シガーズ）(Barbara (née Siggers))と、父C・L・フランクリン (C. L. Franklin)師の間の最初の子どもであり、アレサ・フランクリンの姉である。最も有名な録音は、バート・バーンズ(Bert Berns)の作・プロデュースによる「心のかけら(Piece of My Heart)」のオリジナル版であり、これによってフランクリンは1968年のグラミー賞で新人賞にノミネートされている。

## 経歴
アーマ・ヴァーニス・フランクリン(Erma Vernice Franklin)は、ミシシッピ州シェルビー(Shelby, Mississippi)に生まれ、後に父が主任牧師となった New Bethel Baptist Church のあるデトロイトに育った。10歳までは両親のもとで育てられたが、両親の離婚により、母はアーマの一番上の兄弟であり異父兄だったヴォーン(Vaughn)を連れて、1948年にニューヨーク州バッファローへ去った。 4年後、母バーバラ・シガーズ・フランクリンは、1952年3月7日にバッファローで没した。
子どものころのアーマや妹たち、アレサとキャロリン(Carolyn)は、父の教会で歌を歌っていた。後年、アレサは長じて歌手となり、アーマはバック・ボーカルに回って、アレサと一緒にツアーに出るようになった。バックで歌うアーマの歌声は、アレサの代表曲「Respect」などで聞かれる。アーマ自身のソロ・レコーディングは、不運が重なり上手くいかず、アーマのハスキーな声を活かせる楽曲をレーベルは用意できなかった。アーマは1970年代半ばに音楽業界を離れ、時折アレサの手伝いをするだけになった。

## 家族
アーマ・フランクリンは、トマス・ギャレット(Thomas Garrett)と結婚し、1960年代初めに2人の子ども、トマスJr.(Thomas Jr.)とサブリナ(Sabrina)を産んだ。その後、ホームレスや、不利な状況におかれているマイノリティの子どもを支援する the Boysville Holy Cross Community Center で働くようになった。2002年春には喉頭がんに冒され、その数か月後にデトロイトで没した。64歳であった。
兄弟姉妹である、アレサ、ヴォーン、カール・エレン・ケリー（父とミルドレッド・ジェニングス(Mildred Jennings)の間に生まれた弟）に加え、2人の子ども(Sabrina Garrett, Thomas Garrett Jr.)が後に残された。アーマ・フランクリンは、デトロイトの North Woodward Avenue にある歴史的な墓地 Woodlawn Cemetery に埋葬された。

## チャート入りしたシングル盤
- "Piece of My Heart" - 全英シングルチャート最高9位[5]
- "Gotta Find Me a Lover (24 Hours a Day)"